# Межиречка (Кировоградская область)
Межи́речка (укр. Межирічка) — село в Голованевской поселковой общине Голованевского района Кировоградской области Украины.
Население по переписи 2001 года составляло 1381 человек. Почтовый индекс — 26510. Телефонный код — 5252. Занимает площадь 3,521 км². Код КОАТУУ — 3521485201.